# Hedoi Etxarte
Hedoi Etxarte Moreno (Pamplona, Navarra, 28 de abril de 1986) es un periodista y traductor español. Se licenció en violín en el Conservatorio Superior de Música de Navarra y en Traducción e Interpretación en la Universidad del País Vasco. Colabora en el diario Berria con el seudónimo Larrepetit y es uno de los promotores de la librería Katakrak de Pamplona. 

## Obra
A los 22 años publicó su primer libro de poesía en euskera, titulado Suzko liliak (2008) y unos años más tarde publicaría su segundo poemario, Simplistak (2012). También se ha dedicado al cómic, primero tradujo al euskera el cómic Gaston. 10 (2007) de André Franquin y en 2009 escribió el texto de la novela gráfica Ihes Ederra con ilustraciones de Alain M. Urrutia, que tradujo al castellano con el título La bella huida (2009). Posteriormente Carme Oliveras lo tradujo al catalán con el título La bella fugida(2010)
En 2014 publicó un ensayo filosófico sobre Wagner titulado Wagner auziaz, precedido de su prólogo Iraultza artistiko-politiko baten kasua y con traducciones al euskera de textos de Robert Wangermee, Catherine Clement, Slavoj Zizek y Alain Badiou.

## Poesía
- Suzko lilia (2008, Susa)
- Sinplistak (2012, Susa)

## Novela gráfica
- Ihes ederra (2009, Alberdania, Alain M. Urrutia-ren irudiekin)

## Traducción
- Gaston Lagaffe 10. albuma (2007, André Franquin)

## Ensayo
- Wagner auziaz : Wangermée, Clément, Zizek, Badiou (2014, Jakin)